# Fußballnationalmannschaft der DDR
Die Fußballnationalmannschaft der DDR war die Auswahlmannschaft des Deutschen Fußball-Verbandes, die die DDR in den A-Länderspielen auf internationaler Ebene vertrat. Neben der A-Nationalmannschaft unterhielt der DFV auch noch eine B-Nationalmannschaft, Nachwuchs- und Juniorennationalmannschaften sowie zeitweise eine Fußball-Olympiaauswahl.
Ihr erstes Länderspiel absolvierte die A-Nationalmannschaft 1952 gegen Polen, gegen das sie insgesamt auch die meisten Länderspiele bestritt (19). Als größter Erfolg der Mannschaft gilt die Teilnahme an der Weltmeisterschaft 1974. Die Spiele zum Gewinn der Goldmedaille bei den Olympischen Sommerspielen 1976 in Montreal werden in der Länderspielstatistik der FIFA nicht als offizielle A-Länderspiele gewertet.
Der DFV löste sich im November 1990 infolge der deutschen Wiedervereinigung auf; davor wurde der Spielbetrieb der Nationalmannschaft eingestellt. Insgesamt absolvierte die Mannschaft 293 Länderspiele, bei denen sie 501 Tore erzielte und 345 Gegentore kassierte (ohne im Elfmeterschießen erzielte Tore). Es wurden 273 Spieler eingesetzt, 138 Spiele gewonnen, es gab 86 Niederlagen, und 69-mal wurde unentschieden gespielt.

## Geschichte

### 1949 bis 1957: Anfänge
Das erste offizielle A-Länderspiel der DDR fand 1952 statt; die Geschichte der Auswahl geht bis in das Jahr 1949 zurück. Damals wurde Helmut Schön mit der Betreuung einer Ostzonenauswahl beauftragt. Offizielle Länderspiele konnten jedoch nicht durchgeführt werden, da die DDR noch nicht Mitglied des Fußballweltverbandes FIFA war.
Die Aufnahme der DDR in die FIFA war umstritten; der Aufnahmeantrag der DDR vom 6. Februar 1951 stieß vor allem beim bundesdeutschen Fußball-Bund auf Empörung. Der damalige DFB-Präsident Peco Bauwens erklärte, dass es der Wunsch der Bundesrepublik sei, „den Sport frei von politischen Tendenzen zu halten“ und dies nur schwer möglich sei, wenn die FIFA die „eindeutig politisch geführte Fußballsportbewegung der Ostzone“ aufnehmen würde. Die DDR erhielt am 6. Oktober 1951 die provisorische Mitgliedschaft und wurde am 24. Juli 1952 als vollwertiges Mitglied aufgenommen.
Die Abwanderung des Auswahltrainers Helmut Schön, seines Nachfolgers Fred Schulz und vieler Spieler in den Westen erschwerten die Anfänge der Nationalmannschaft. Nachdem mit Alfred Kunze der dritte Trainer der Auswahl noch vor dem ersten Länderspiel zurückgetreten war, übernahm Willi Oelgardt die Mannschaft. Der Nationaltrainer lernte seine Spieler anderthalb Monate vor dem ersten Länderspiel im Trainingslager kennen. Oelgardt musste bei der Nominierung der Nationalspieler nicht nur sportliche Aspekte beachten. Das SED-Regime erwartete von den Nationalspielern unter anderem „patriotisches Denken und Handeln“.
Das erste Länderspiel fand dann ausgerechnet im von Deutschland während des Zweiten Weltkriegs besetzten Polen statt. In diesem Spiel, das die DDR mit 0:3 verlor, sollte sich die Mannschaft nach Politikermeinung als „neues Deutschland“ präsentieren. Das Interesse der DDR-Bevölkerung an der Nationalmannschaft war groß, deren erstes Heimspiel am 14. Juni 1953 gegen Bulgarien, das 0:0 endete, fand vor 55.000 Zuschauern im Heinz-Steyer-Stadion in Dresden statt. Nachdem der Volksaufstand nur drei Tage später für politische Unruhen sorgte, konnte erst wieder am 8. Mai 1954 ein Länderspiel stattfinden, in dem die DDR Rumänien mit 0:1 unterlag.
1. Spiel am 21. September 1952

 Polen – DDR  3:0

Wolfgang Klank (Dessau)

Karl-Heinz Wohlfahrt (Babelsberg), Werner Eilitz (Vorw. Leipzig)

Horst Scherbaum (Vorw. Leipzig), Herbert Schoen (VP Dresden), Georg Rosbigalle (Erfurt)

Günter Schröter (VP Dresden), Heinz Fröhlich (Chemie Leipzig)

Günter Thorhauer (VP Dresden), Günter Imhof (Halle), Johannes Matzen (VP Dresden) – Siegfried Meier (Zwickau)

Zunächst wurden weiterhin nicht unbedingt die besten Spieler nominiert. Zum Beispiel spielten am 26. September 1954 in der B-Nationalmannschaft ausschließlich Spieler aus der Oberliga, der höchsten Spielklasse, während am selben Tag die A-Auswahl mit zwei Spielern aus der zweitklassigen DDR-Liga (Buschner und Schnieke vom SC Motor Jena) der polnischen Nationalmannschaft unterlag. Stammplätze in der A-Nationalmannschaft gab es zu dieser Zeit nicht, so kamen in den ersten sechs Länderspielen insgesamt 37 verschiedene Spieler zum Einsatz. Die Gegner der Auswahl waren hingegen nicht so vielfältig, in den ersten elf Länderspielen bis einschließlich 1956 hatte die DDR mit Polen, Rumänien, Bulgarien und Indonesien nur vier verschiedene Mannschaften zum Gegner. Die geforderte „vorbildliche Repräsentation“ der jungen DDR konnte so in Sachen Fußball nur in einem eng begrenzten geografischen Raum praktiziert werden.
Unter dem 1955 engagierten ungarischen Trainer János Gyarmati wurden fast jeden Monat zwei- bis dreitägige Trainingslager in Bad Blankenburg abgehalten. Bei seinem Amtsantritt stellte Gyarmati drei Probleme fest: „Es gibt zu viele sachunkundige Funktionäre, die glauben, es besser zu wissen, es fehlt an Voraussetzungen für eine Zusammenarbeit zwischen Vereinen, Akteuren und Trainern, und die Spieler haben starke konditionelle Mängel“. Der Ungar erklärte, sich nicht von der Politik beeinflussen lassen zu wollen und ging bei der Nominierung der Nationalspieler ausschließlich nach sportlichen Kriterien vor. So gelang der DDR im siebten Spiel und dem ersten unter Gyarmati der erste Sieg, als die Mannschaft Rumänien auswärts mit 3:2 bezwang. Die anhaltende internationale Isolation der DDR stellte sich jedoch als Hemmnis für eine Weiterentwicklung der Nationalmannschaft raus. So gab es keine Vergleiche gegen erfahrene Nationalmannschaften aus dem „Nichtsozialistischen Wirtschaftsgebiet“. Mit der Auswahl Luxemburgs spielte die DDR am 10. März 1957 zumindest erstmals gegen eine westeuropäische Mannschaft (3:0).

### 1957 bis 1970: Erste Pflichtspiele
Nachdem die Euphorie aus der Bundesrepublik nach dem Gewinn der Weltmeisterschaft 1954 auf die Fußballanhänger aus der DDR übergriffen hatte, sah sich die DDR-Führung gezwungen, einer Teilnahme an der WM-Qualifikation 1958 zuzustimmen. Als Gegner der DDR-Auswahl wurden die Tschechoslowakei und Wales ausgelost. Für das Auftaktspiel gegen Wales am 19. Mai 1957 im Zentralstadion gab es rund 500.000 Kartenwünsche. Letztlich wohnten offiziell 100.000 Zuschauer dem 2:1-Sieg der Gastgeber bei. Obwohl die folgenden beiden Auswärtspartien deutlich verloren gingen, blieb in der Heimat das Interesse an den Spielen der DDR-Auswahl ungebrochen. So wurden für die Partie gegen die Tschechoslowakei am 27. Oktober 1957 insgesamt 640.000 Karten-Bestellungen verzeichnet. 110.000 Besucher im überfüllten Zentralstadion – andere Quellen gehen von 120.000 Zuschauern aus – bedeuteten einen gesamtdeutschen Zuschauerrekord für Fußballspiele, der bis heute Bestand hat. Für die DDR-Mannschaft besiegelte hingegen die 1:4-Heimniederlage den dritten und letzten Platz in der Qualifikationsgruppe.
János Gyarmati, der sich die permanenten Eingriffe der Sportfunktionäre nicht mehr bieten lassen wollte, trat nach dem Scheitern in den Qualifikationsspielen zurück. Daraufhin wurde Fritz Gödicke neuer Nationaltrainer. Unter ihm gewann die Nationalmannschaft 1959 kein einziges Länderspiel, die beiden Qualifikationsspiele zur Europameisterschaft 1960 gegen Portugal gingen verloren. Gödicke, dem „Antikfußball“ vorgeworfen wurde, musste die Konsequenzen ziehen und das Feld für Heinz Krügel räumen. Unter Krügel zeichnete sich ein Aufwärtstrend ab, als die DDR unter anderem im August 1960 gegen die Sowjetunion, die kurz zuvor Europameister geworden war, nur knapp mit 0:1 unterlag.
Den nach Meinung vieler Experten attraktivsten Fußball spielte die DDR-Auswahl zwischen 1961 und 1966 unter der Regie des ungarischen Trainers Károly Sós, der Heinz Krügel abgelöst hatte, nachdem viele DDR-Funktionäre trotz einiger Achtungserfolge mit dessen Bilanz nicht zufrieden gewesen waren. Spielerisch überzeugende Spiele unter Sós absolvierte die Mannschaft unter anderem gegen die UdSSR (1962 – 1:2 in Moskau), gegen England (1963 – 1:2 in Leipzig), Uruguay (1965 – 2:0 in Montevideo), Schweden (1966 – 4:1 in Leipzig), Chile (1966 – 5:2 in Leipzig) und die Niederlande (1967 – 4:3 in Leipzig). Geprägt wurde das System durch technisch versierte Spieler wie Peter Ducke, Manfred Kaiser, Dieter Erler, Roland Ducke und Jürgen Nöldner. Allerdings wurde die Spielweise der DDR oft als „brotlose Kunst“ bezeichnet.

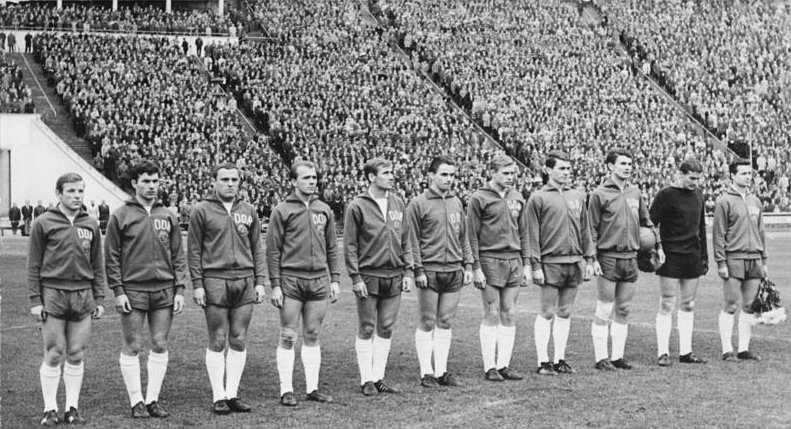
Die Nationalmannschaft 1967 in Leipzig vor dem Spiel gegen Ungarn

In der Qualifikation zur Weltmeisterschaft 1962 holte die Nationalmannschaft in einer Gruppe mit Ungarn und den Niederlanden nur einen Punkt, wobei ein wegen Visumproblemen abgesagtes Spiel der DDR in den Niederlanden (die Mannschaft erhielt Einreiseverbot) nicht nachgeholt wurde, nachdem es für die Qualifikation keine Bedeutung mehr hatte. In der Qualifikation zur Europameisterschaft 1964 eliminierte die DDR in der Vorrunde den amtierenden Vizeweltmeister ČSSR. (2:1 zu Hause – 1:1 auswärts). Das entscheidende Tor zum 1:1-Ausgleich erzielte Peter Ducke kurz vor Schluss mit einem Schuss aus spitzem Winkel. Im Achtelfinale scheiterte man aber knapp an Ungarn (1:2 zu Hause – 3:3 auswärts). Beim entscheidenden Spiel in Budapest wurde die DDR-Elf durch krasse Fehlentscheidungen des Schiedsrichters Borče Nedelkovski um den Erfolg gebracht. Der Jugoslawe wurde später von der FIFA aufgrund dieses Spieles international gesperrt.
In der Qualifikation zur Weltmeisterschaft 1966 scheiterte das Nationalteam in einer Gruppe mit Ungarn und Österreich als Gruppenzweiter an den Ungarn. Auch in der Qualifikation zur Europameisterschaft 1968 wurde die Mannschaft erneut nur Gruppenzweiter hinter Ungarn und qualifizierte sich wieder nicht für das Turnier, obwohl die DDR die Niederlande und Dänemark hinter sich gelassen hatte. Danach entschied sich Nationaltrainer Sós, seinen Vertrag nicht zu verlängern. Auch er kritisierte, wie zuvor sein Landsmann Gyarmati, die Einmischung der Funktionäre. Diese Kritik wurde von diesen politisch interpretiert, wodurch die Arbeit für Sós immer mehr erschwert wurde.
Nationaltrainer Harald Seeger, der 1965 mit der DDR-Junioren-Nationalmannschaft das Vorläuferturnier der U-19-Fußball-Europameisterschaft gewonnen hatte, integrierte wieder mehr jüngere Spieler in die A-Nationalmannschaft. In der Qualifikation zur Weltmeisterschaft 1970 scheiterte die DDR jedoch wieder. Zwar gelangen zwei Siege gegen Wales, doch im Heimspiel gegen Italien verhinderte der schwedische Schiedsrichter Boström einen Sieg der Seeger-Elf, indem er einen Abseitstreffer der Italiener anerkannte und einen Elfmeter für die DDR verweigerte. Erst in der 83. Minute gelang den Südländern der Ausgleichstreffer zum 2:2. Das Rückspiel vor 90.000 Zuschauern in Neapel ging dann klar mit 0:3 verloren, alle Tore waren schon bis zur 37. Minute gefallen.

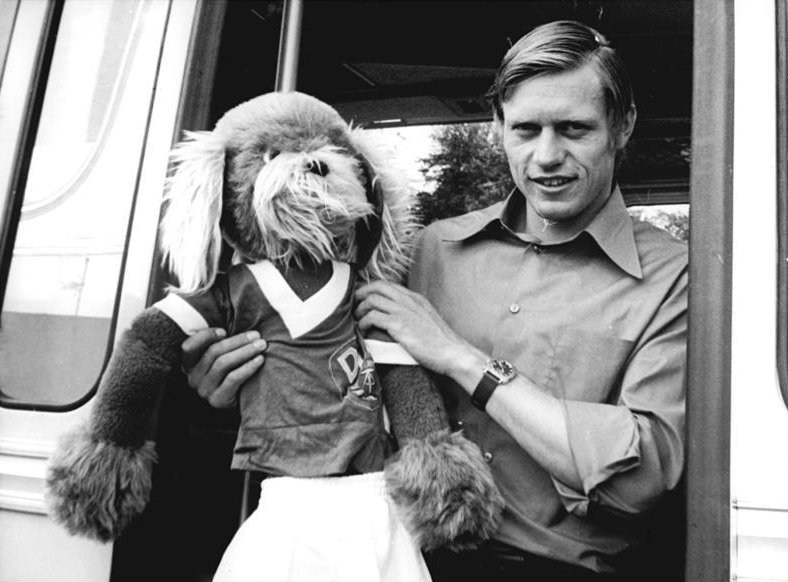
Mannschaftskapitän Bernd Bransch mit Maskottchen, 1974

### 1970 bis 1976: Einzige WM-Teilnahme
Nach zweijährigem Wirken von Harald Seeger übernahm 1970 Georg Buschner das Amt des Auswahltrainers. Er setzte verstärkt auf Sicherheitsfußball, und so kassierte die DDR 1970 in vier Länderspielen in Folge kein Gegentor. Die Spielweise war nicht mehr so attraktiv wie unter Sós, trotzdem erreichte die Nationalmannschaft unter Buschners Leitung die größten Erfolge. Dies war unter anderem auf die Umsetzung der DFV-Fußballbeschlüsse von 1970 sowie auf die Gründung der Fußballklubs als Leistungszentren in den Jahren 1965/66 zurückzuführen, denn die Spieler aus dieser Ära stammten zumeist aus diesen Kaderschmieden.
Auch Buschner musste während seiner Amtszeit gegen viele Widerstände ankämpfen. Vielen Funktionären war der Fußball nicht berechenbar genug, und so wurde der Fußball nur wegen seiner Beliebtheit bei den Fußballanhängern weiterhin gefördert und nicht wie das Eishockey in die Bedeutungslosigkeit abgeschoben. Buschner erklärte später: „Ohne die Kraft der Straße hätten die Strolche mit dem Fußball das Gleiche wie mit dem Eishockey gemacht“. Spieler von Betriebssportgemeinschaften, die in der Fußballhierarchie deutlich hinter einem Fußballklub eingestuft wurden, hatten kaum Chancen, für die Nationalmannschaft nominiert zu werden. Trotzdem hielt Buschner zum Beispiel an Jürgen Croy von der BSG Sachsenring Zwickau als Torhüter der Nationalmannschaft fest. „Ich habe mir nie reinreden lassen. Es hat sich überhaupt gar keiner getraut“, erklärte Buschner nach seiner Zeit als Nationaltrainer.

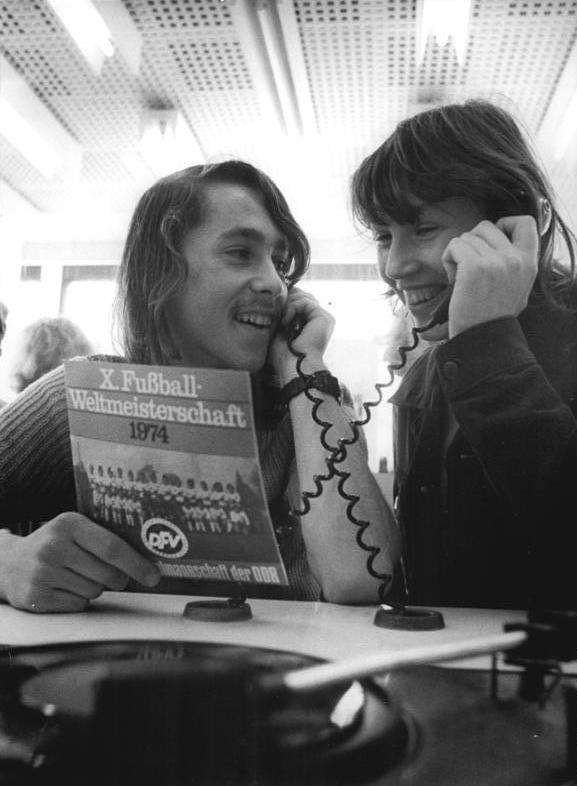
Amiga-Schallplatte zur Fußball-WM 74, Haus der Elektroindustrie, Alexanderplatz Berlin

In der Qualifikation für die Europameisterschaft 1972 scheiterte die DDR als Gruppendritter hinter Jugoslawien und den Niederlanden und ließ lediglich Luxemburg hinter sich. Nach dem Gewinn der Bronzemedaille bei den Olympischen Spielen von 1972 durch die mit der A-Nationalmannschaft identische Olympiaauswahl gab Buschner als erster DDR-Nationaltrainer öffentlich die Qualifikation für die Weltmeisterschaft als neues höchstes Ziel aus. Damit widersprach Buschner wieder einmal den Vorstellungen vieler Funktionäre, denen Erfolge gegen Amateurnationalmannschaften aus dem Westen mit der Olympiaauswahl wichtiger waren als Erfahrungen aus Duellen gegen die besten Nationalmannschaften der Welt, die laut Buschner das Einzige waren, was die Mannschaft wirklich weiterbringen konnte. Dass der Deutsche Turn- und Sportbund damals beschloss, sich nur noch auf medaillenträchtige Sportarten zu konzentrieren, zu denen der Fußball nicht gehörte, hatte dennoch auch positive Auswirkungen auf die Fußball-Nationalmannschaft, da das Nationalteam durch die gesunkene politische Beachtung nun mehr Freiräume hatte.
In der Qualifikation zur Weltmeisterschaft 1974 sicherte sich die DDR als Gruppenerster in einer Gruppe mit Rumänien, Finnland und Albanien erstmals die Teilnahme an einer Weltmeisterschaftsendrunde. Die Gruppenauslosung für die Endrunde ergab neben Australien und Chile auch die gastgebende Auswahl der Bundesrepublik Deutschland als Gegner. Neben dem ersten Vergleich gegen die bundesdeutsche A-Nationalmannschaft überhaupt barg vor allem die anstehende Begegnung gegen Chile politische Brisanz, die die Teilnahme der DDR eine Zeit lang ungewiss erscheinen ließ. Bereits in der WM-Qualifikation hatte die UdSSR die Relegation gegen die Südamerikaner aufgrund des im Jahr zuvor erfolgten Militärputsches gegen die dortige sozialistische Regierung, der von der CIA gestützt wurde, vorzeitig abgebrochen, worauf die sowjetische Mannschaft von der FIFA disqualifiziert wurde. Nur zwei Wochen zuvor im September 1973 wurden Oppositionelle im Nationalstadion von Santiago de Chile, in dem das Rückspiel stattfinden sollte, inhaftiert. Später erfuhr man von Folterungen und Morden, die dort stattgefunden hatten. Trotzdem wurde das Spiel angepfiffen, jedoch nach dem 1:0 abgebrochen, da mangels anwesender sowjetischer Spieler kein Wiederanstoß möglich war. Das Spiel wurde 2:0 für Chile gewertet.
Nur der Euphorie aufgrund der erstmals geglückten Qualifikation war es zu verdanken, dass die DDR nicht ebenfalls zurückzog.

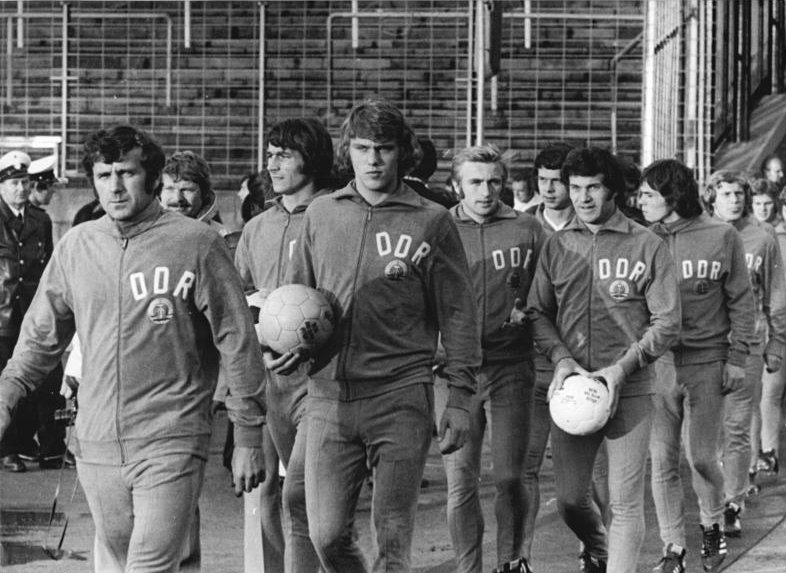
Training während der Weltmeisterschaft 1974

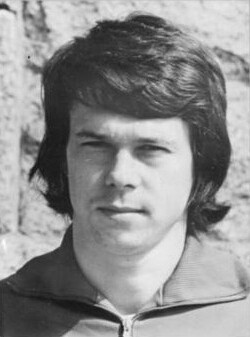
Jürgen Sparwasser (1974)

Während der Vorrunde des Turniers traf die Nationalmannschaft zuerst auf Australien und gewann mit 2:0, vier Tage später folgte im Berliner Olympiastadion gegen Chile ein 1:1. Das anschließende deutsch-deutsche Duell gegen die DFB-Auswahl am letzten Vorrunden-Spieltag hatte indes für die DDR keinen sportlichen Wert mehr. Durch ein torloses Remis in der zuvor stattgefundenen Begegnung zwischen Chile und Australien waren beide deutsche Teams bereits für die nächste Runde qualifiziert. Im anschließenden Kampf um den Gruppensieg gelang schließlich der DDR ein 1:0-Sieg gegen den favorisierten Gastgeber und späteren Turniersieger. Im mit 62.000 Zuschauern ausverkauften Hamburger Volksparkstadion erzielte Jürgen Sparwasser das goldene Tor, welches den Magdeburger auch in der Bundesrepublik schlagartig bekannt machte.
Der Sieg im Prestigeduell bescherte der DDR-Mannschaft den Einzug in die Zwischenrunden-Gruppe A, in der sie neben dem Weltmeister Brasilien auch auf den WM-Favoriten Niederlande sowie Argentinien traf. Nach zwei Niederlagen gegen Brasilien und Niederlande (0:1 bzw. 0:2) und einem 1:1-Unentschieden gegen Argentinien kam für die DDR das erwartete Aus in diesem WM-Turnier.

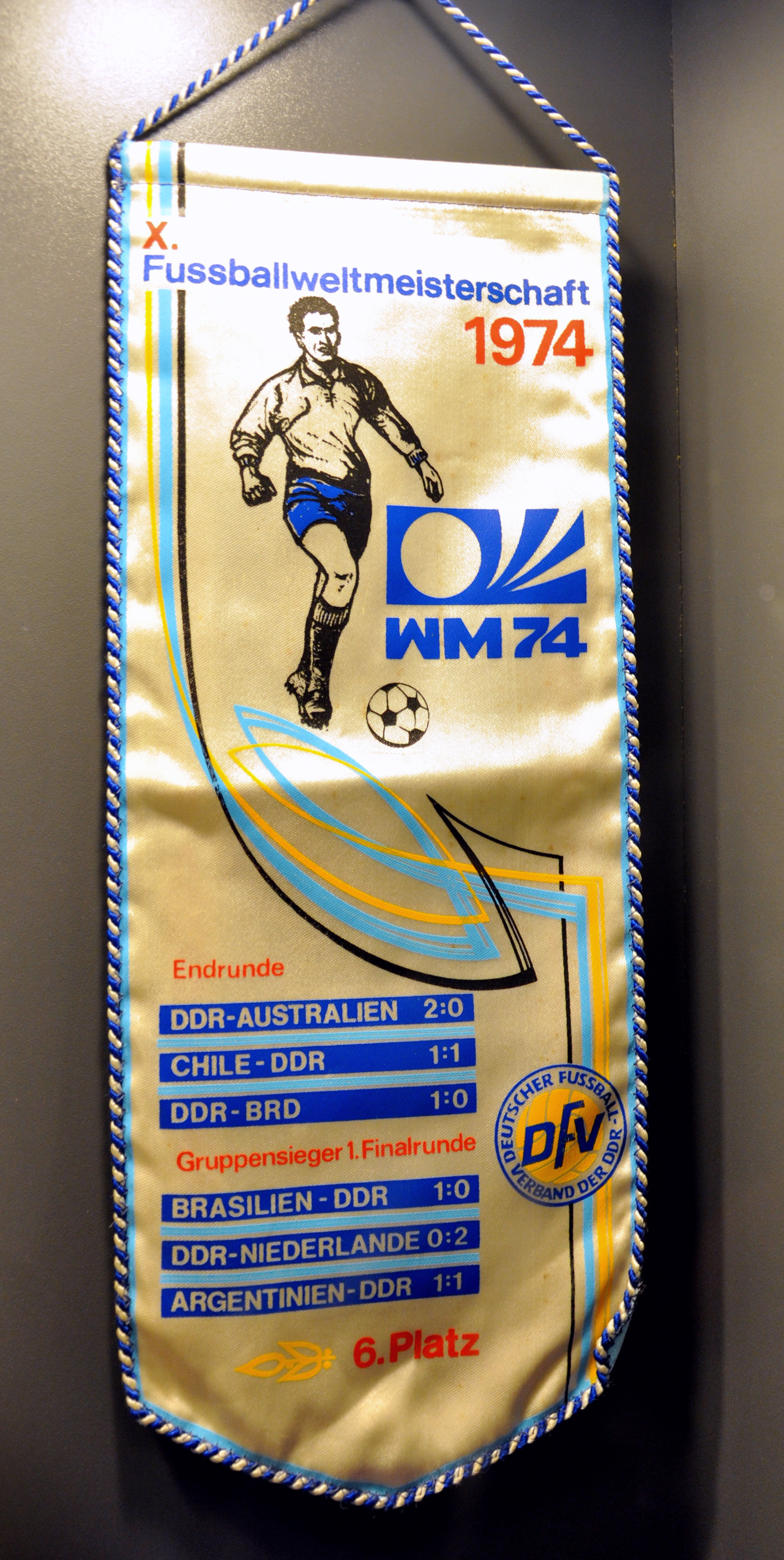
Wimpel, Spiele der DDR-Auswahl bei der WM 74, DDR-Museum Berlin

Sieg gegen die Bundesrepublik bei der WM 1974 am 22. Juni 1974

 Bundesrepublik Deutschland – DDR  0:1

Jürgen Croy (Zwickau)

Gerd Kische (Rostock), Konrad Weise (Jena), Bernd Bransch (Halle), Siegmar Wätzlich (Dresden)

Lothar Kurbjuweit (Jena), Reinhard Lauck (BFC Dynamo), Hans-Jürgen Kreische (Dresden), Harald Irmscher (Jena) – ab 65. Erich Hamann (Frankfurt (Oder))

Jürgen Sparwasser (Magdeburg), Martin Hoffmann (Magdeburg)

0:1 Sparwasser (77.)

Nachdem die DDR in der Qualifikation zur Europameisterschaft 1976 in eine Gruppe mit Island, Belgien und Frankreich gelost worden war, rechnete sich das Nationalteam reelle Chancen auf eine Qualifikation aus. Die Mannschaft musste jedoch als enttäuschender Gruppenzweiter den Belgiern den Vortritt lassen. Die DDR hatte die Qualifikation vor allem in den Spielen gegen Island (1:1 in Magdeburg und 1:2 in Reykjavík) leichtfertig verspielt.

### Spiele der Olympiaauswahl
Ein besonderes Kapitel stellen die Spiele der DDR-Nationalmannschaft im Zusammenhang mit den Olympischen Spielen dar. Von diesen 65 Spielen wurden 55 von einer Mannschaft bestritten, die unter der Bezeichnung „Fußball-Olympiaauswahl“ ausgetragen wurden. Zunächst wurden diese Spiele als offizielle A-Länderspiele gewertet, wurden aber später von der FIFA wieder aus den Länderspiel-Listen gestrichen (FIFA-Regelung zu Länderspielen). Die DDR hatte dies stets ignoriert, und auch der DFB führt diese Spiele im Konflikt mit der FIFA weiter als A-Länderspiele. Zu den strittigen Spielen gehört auch das Endspiel von 1976, in dem die DDR-Auswahl Polen mit 3:1 besiegte, die Goldmedaille gewann und damit den größten Erfolg ihrer Geschichte feierte. Leidtragender der FIFA-Haltung ist unter anderen Spielern besonders Joachim Streich, der nach DFB-Auffassung mit 102 Länderspielen im Klub der Hunderter vertreten ist, nach FIFA-Version aber nur 98 A-Länderspiele bestritten hat.

### 1976 bis 1990: Politische Einflüsse und Wiedervereinigung
In der Qualifikation für die Weltmeisterschaft 1978 scheiterte die DDR hinter Österreich als Gruppenzweiter vor der Türkei und Malta. Die wirtschaftliche und politische Situation in der DDR war nun für immer mehr Nationalspieler unbefriedigend. Aus diesem Grund unternahmen immer mehr Spieler Fluchtversuche, die zum Teil erfolgreich waren, wie 1976 bei Norbert Nachtweih und Jürgen Pahl beim Nachwuchsländerspiel in der Türkei, aber auch oft fehlschlugen. 1983 verstarb der ehemalige Nationalspieler Lutz Eigendorf drei Jahre nach seiner Flucht in die Bundesrepublik durch einen Autounfall. Nach diesem Vorfall entstanden Gerüchte, das Ministerium für Staatssicherheit wäre in den Unfall Eigendorfs verwickelt gewesen. Anfang 2011 gab die zuständige Staatsanwaltschaft bekannt, es gebe im Fall Eigendorf keine objektiven Hinweise auf ein Fremdverschulden. Immer öfter versuchten Funktionäre zu vermeiden, dass die Spieler die Reisen der Auswahlmannschaften für Fluchtversuche nutzten. 1981 wurden die Nationalspieler Gerd Weber, Peter Kotte und Matthias Müller kurz vor dem Abflug mit dem Nationalteam nach Argentinien aufgrund des Verdachts auf Republikflucht verhaftet und für den Fußballsport gesperrt.
Doch die Politik wirkte sich auch auf andere Art und Weise negativ auf die Nationalmannschaft aus. Immer mehr wurde die Mannschaft dazu gezwungen, „den Ruhm der DDR zu mehren“. So nahm der DFV jedes Angebot für ein Länderspiel an, auch wenn sich dadurch die Termine mit Punktspielen in der DDR-Oberliga überschnitten. „Der DFV lebte nun einmal von Bilanzen und Ergebnissen“ erklärten die Sportjournalisten Uwe Karte und Jörg Röhrig später. Die Beliebtheit des Nationalteams bei den Fußballanhängern sank ebenfalls zunehmend. Die Mannschaft wurde nun sogar als „gefügiger Repräsentant“ des immer mehr verhassten DDR-Regimes bezeichnet.

„In der Öffentlichkeit mussten wir stets die Rolle als Repräsentanten der DDR betonen. Dabei wussten wir ganz genau, dass dadurch unser Ansehen beim Publikum sank. Wir waren eine ungeliebte Nationalmannschaft.“

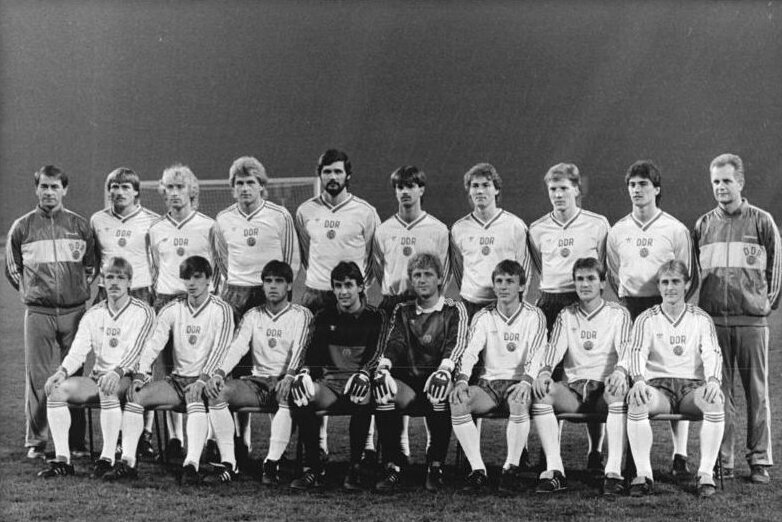
Das Aufgebot der Nationalmannschaft zum Qualifikationsspiel gegen Frankreich 1986

In der Qualifikation zur Europameisterschaft 1980 scheiterte die DDR schließlich zum wiederholten Male, als die Nationalelf hinter den Niederlanden und Polen nur Gruppendritter vor der Schweiz und Island wurde. Die Amtszeit des von Herzproblemen geplagten Nationaltrainers Buschner endete schließlich im Oktober 1981 nach elf Jahren. Nach einer Heimniederlage in der Qualifikation zur Weltmeisterschaft 1982 gegen den späteren Gruppensieger Polen und der damit verpassten Qualifikation für die Weltmeisterschaft 1982 wurde Buschner aus „gesundheitlichen Gründen“ zum Jahresende 1981 beurlaubt.
Die Verhältnisse besserten sich vorerst, als 1983 Karl Zimmermann das Amt des DFV-Generalsekretärs übernahm. Zimmermann gelang es, den Einfluss des Staates auf den Fußball zu mindern. Neuer Nationaltrainer wurde Rudolf Krause, der zuvor die neue Olympiaauswahl trainiert hatte. Doch auch er verhinderte das Scheitern in der Qualifikation zur Europameisterschaft 1984 nicht. Die DDR konnte sich hinter Belgien und der Schweiz nur vor Schottland platzieren. Der belgische Spieler Jan Ceulemans beschrieb damals die Spielweise der DDR: „Die DDR-Mannschaft wirkt in ihrer Spielauffassung geradezu altmodisch“. Nach nur einem Jahr wurde Krause durch Bernd Stange ersetzt.
In der Qualifikation zur Weltmeisterschaft 1986 scheiterte die DDR wieder knapp, als die Mannschaft hinter Europameister Frankreich und Bulgarien als Gruppendritter den zur Qualifikation nötigen zweiten Platz nicht erreichte und nur Jugoslawien und Luxemburg hinter sich ließ. In der Qualifikation für die Europameisterschaft 1988 gelang der DDR zumindest ein Achtungserfolg, als die Mannschaft in ihrer Gruppe zwar den für die Endrundenteilnahme notwendigen ersten Platz verpasste, als Zweitplatzierter jedoch vor Titelverteidiger Frankreich landete. Den Gruppensieg holte sich die UdSSR.
Mit Wolfgang Spitzner, dem Nachfolger des 1987 verstorbenen DFV-Generalsekretärs Zimmermann, machte sich Nationaltrainer Stange einen Feind, als er sich weigerte, auf Spieler des BFC Dynamo zu verzichten, „damit diese sich für den Klub schonen konnten“. Nachdem Stange im November 1988 vor einem später verlorenen Länderspiel gegen die Türkei behauptet hatte, seine Mannschaft würde in jedem Fall das Spiel gewinnen, wurde er vom Fußballverband entlassen. Stanges Nachfolger wurde Manfred Zapf, der bei den meisten Spielern unbeliebt war. Den Spielern verging die Lust, für die Nationalelf aufzutreten. So kam es auch immer öfter vor, dass sich viele Spieler krankmeldeten. Der damalige Nationalspieler Matthias Döschner erklärte zum Beispiel: „Er sprach uns mit Genosse an. Für uns war er ein Anti-Trainer, der selbst kaum in einen Trainingsanzug passte.“
Letzter Trainer der DDR-Nationalmannschaft war Eduard Geyer, der sein Amt 1989 während der laufenden Qualifikation zur Weltmeisterschaft 1990 in Italien antrat. Vor dem letzten Spieltag, der in der DDR bereits im Schatten der gesellschaftlichen Umwälzungen stand, lag die Mannschaft jeweils punktgleich hinter der Türkei und vor Österreich auf dem dritten Rang. Bei Schützenhilfe der bereits qualifizierten UdSSR im Spiel gegen die Türkei musste in Wien gegen Gastgeber Österreich gewonnen werden, um noch den zweiten Qualifikationsplatz zu erreichen. Am Ende unterlag das Team mit 0:3 und verpasste als Viertplatzierter seine zweite WM-Endrundenteilnahme nach 1974. Aufgrund der eine Woche zuvor erfolgten Öffnung der innerdeutschen Grenze und der Entscheidung der Regierung Österreichs, nur an dem 15. November 1989 die visafreie Einreise (und auch nur mit Personalausweis) zu gestatten, hatten zahlreiche DDR-Bürger, für die auch Sonderzüge eingesetzt wurden, diese Begegnung erstmals auch direkt im Stadion verfolgen können.
Letztes WM-Qualifikationsspiel am 15. November 1989

 Österreich – DDR  3:0 (2:0)

Dirk Heyne (Magdeburg)

Dirk Stahmann (Magdeburg)

Ronald Kreer (Lok Leipz.), Detlef Schößler (Magdeb.), Matthias Lindner (Lok Leipz.), Matthias Döschner (Dresden) – ab 43. Thomas Doll (BFC)

Jörg Stübner (Dresden), Matthias Sammer (Dresden) – ab 78. Uwe Weidemann (Erfurt), Rico Steinmann (K.-M.-Stadt)

Ulf Kirsten (Dresden), Andreas Thom (BFC)

Rote Karte: Kreer (75.) - ANMERKUNG: Steinmann vergab einen Elfmeter (30.)

Schiedsrichter Piotr Werner (Polen), 55.000 Zuschauer im Praterstadion in Wien

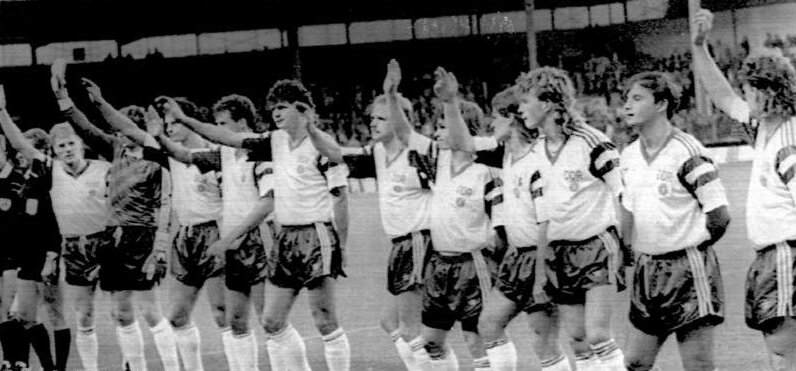
Das letzte Spiel der Nationalmannschaft in Brüssel

Nach der gescheiterten Qualifikation fanden noch sieben Spiele der A-Nationalmannschaft statt. Zahlreiche Nationalspieler spielten währenddessen bereits im Westen. Ihr letztes Spiel bestritt die Nationalmannschaft am 12. September 1990 in Brüssel gegen Belgien und gewann mit 2:0, beide Tore erzielte Kapitän Matthias Sammer. Diese Begegnung war ursprünglich als EM-Qualifikationsspiel vorgesehen gewesen (in derselben Gruppe wäre die DDR übrigens am 21. November 1990 auf das bundesdeutsche Team gestoßen); da sich aber der deutsche Vereinigungsprozess schneller als erwartet vollzog, meldete der DFV seine Mannschaft aus der Qualifikation ab. Dieses erste bereits terminierte Gruppenspiel wurde dennoch als Freundschaftsspiel ausgetragen, um Schadensersatzforderungen des belgischen Fußballverbandes abzuwenden. Die ebenfalls noch für den November 1990 als Freundschaftsspiel in Leipzig geplante Begegnung der Nationalmannschaften der DDR und der Bundesrepublik wurde nicht zuletzt wegen befürchteter Zuschauerausschreitungen abgesagt.

### 2010: 20 Jahre Fußballeinheit
Im Rahmen der Feier zum 20-jährigen Jubiläum der Aufnahme des Deutschen Fußball-Verbandes in den Deutschen Fußball-Bund bezwang am 20. November 2010 eine Auswahl ehemaliger Nationalspieler der DDR die deutsche WM-Mannschaft von 1990 mit 2:1 (0:1) im Zentralstadion.

## Rekordspieler
Bei den in Klammern angegebenen Zahlen sind die Daten aus von der FIFA nicht gewerteten A-Länderspielen bei Olympischen Spielen miteingerechnet. Siehe auch: Liste der Fußballnationalspieler der DDR, Liste der Fußballspieler mit mindestens 100 Länderspielen

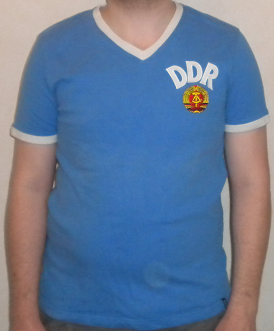
DDR-Nationalmannschaftstrikot im Design des Jahres 1974

| Spiele   | Spieler            | Zeitraum  | Tore    |
| -------- | ------------------ | --------- | ------- |
| 98 (102) | Joachim Streich    | 1969–1984 | 53 (55) |
| 96 (100) | Hans-Jürgen Dörner | 1969–1985 | 08 0(9) |
| 86 0(94) | Jürgen Croy        | 1967–1981 | 0       |
| 78 0(86) | Konrad Weise       | 1970–1981 | 01 0(2) |
| 69 0(74) | Eberhard Vogel     | 1962–1976 | 24 (25) |
| 64 0(72) | Bernd Bransch      | 1967–1976 | 03      |
| 63 0(68) | Peter Ducke        | 1960–1975 | 15      |
| 62 0(66) | Martin Hoffmann    | 1973–1981 | 15 (16) |
| 65       | Ronald Kreer       | 1982–1989 | 02      |
| 59 0(66) | Lothar Kurbjuweit  | 1970–1981 | 03 0(4) |
| 59 0(63) | Gerd Kische        | 1971–1980 | 0       |
| 59       | Matthias Liebers   | 1980–1988 | 03      |

| Tore    | Spieler              | Zeitraum  | Spiele   |
| ------- | -------------------- | --------- | -------- |
| 53 (55) | Joachim Streich      | 1969–1984 | 98 (102) |
| 24 (25) | Eberhard Vogel       | 1962–1976 | 69 0(74) |
| 22 (25) | Hans-Jürgen Kreische | 1968–1975 | 46 0(50) |
| 20      | Rainer Ernst         | 1981–1990 | 56       |
| 19      | Henning Frenzel      | 1961–1974 | 54 0(56) |
| 16      | Jürgen Nöldner       | 1960–1969 | 29 0(30) |
| 16      | Andreas Thom         | 1984–1990 | 51       |
| 15 (16) | Martin Hoffmann      | 1973–1981 | 62 0(66) |
| 15      | Peter Ducke          | 1960–1975 | 63 0(68) |
| 14 (15) | Jürgen Sparwasser    | 1969–1977 | 48 0(53) |
| 14      | Ulf Kirsten          | 1985–1990 | 49       |
| 13      | Günter Schröter      | 1952–1962 | 39       |

## Alle Trainer
(Die Daten beziehen sich auf das erste bzw. letzte Länderspiel)
| Name           | von                | bis                | Anzahl Spiele |
| -------------- | ------------------ | ------------------ | ------------- |
| Willi Oelgardt | 21. September 1952 | 14. Juni 1953      | 03            |
| Hans Siegert   | 8. Mai 1954        | 24. Oktober 1954   | 03            |
| János Gyarmati | 18. September 1955 | 27. Oktober 1957   | 10            |
| Fritz Gödicke  | 1. Mai 1958        | 28. Juni 1959      | 15            |
| Heinz Krügel   | 12. August 1959    | 16. April 1961     | 03            |
| Károly Sós     | 14. Mai 1961       | 18. November 1967  | 42 (43)       |
| Harald Seeger  | 6. Dezember 1967   | 19. Dezember 1969  | 11 (12)       |
| Georg Buschner | 16. Mai 1970       | 10. Oktober 1981   | 104 (112)     |
| Rudolf Krause  | 7. Mai 1980        | 7. Mai 1980        | 1             |
| Bernd Stange   | 11. November 1981  | 11. November 1981  | 1             |
| Rudolf Krause  | 26. Januar 1982    | 24. August 1983    | 19            |
| Bernd Stange   | 12. Oktober 1983   | 30. November 1988  | 53            |
| Manfred Zapf   | 13. Februar 1989   | 20. Mai 1989       | 06            |
| Eduard Geyer   | 23. August 1989    | 12. September 1990 | 12            |

## Länderspielbilanz
Die Nationalmannschaft der DDR bestritt von 1952 bis 1990 insgesamt 293 Länderspiele und hat dabei gegen 52 verschiedene Mannschaften gespielt. Sie gewann 133 Spiele, erreichte 66-mal ein Unentschieden und ging 84-mal als Verlierer vom Platz. Zudem bestritt die Mannschaft 10 Länderspiele bei Olympischen Spielen (5 Siege, 3 Unentschieden, 2 Niederlagen), die seit 1999 von der FIFA nicht mehr als A-Länderspiele gewertet werden.
Die Bilanz gegen Nationalmannschaften, auf welche die DDR-Auswahl mindestens fünfmal traf, liest sich wie folgt:
| Land             | Spiele | Siege | Unentsch. | Niederl. | Tore  |
| ---------------- | ------ | ----- | --------- | -------- | ----- |
| Polen            | 19     | 06    | 4         | 9        | 27:26 |
| Bulgarien        | 18     | 04    | 8         | 6        | 22:22 |
| Rumänien         | 18     | 10    | 3         | 5        | 31:23 |
| Tschechoslowakei | 17     | 08    | 5         | 4        | 23:22 |
| Sowjetunion      | 17     | 04    | 6         | 7        | 18:25 |
| Ungarn           | 16     | 04    | 4         | 8        | 17:25 |
| Island           | 11     | 09    | 1         | 1        | 26:05 |
| Niederlande      | 09     | 02    | 1         | 6        | 10:17 |
| Belgien          | 08     | 03    | 2         | 3        | 07:08 |
| Griechenland     | 08     | 06    | 0         | 2        | 12:07 |
| Finnland         | 07     | 04    | 1         | 2        | 21:08 |
| Frankreich       | 07     | 03    | 2         | 2        | 07:08 |
| Norwegen         | 07     | 05    | 1         | 1        | 15:08 |
| Jugoslawien      | 06     | 01    | 2         | 3        | 08:11 |
| Dänemark         | 06     | 02    | 2         | 2        | 10:10 |
| Schottland       | 06     | 03    | 1         | 2        | 04:06 |
| Österreich       | 06     | 01    | 4         | 1        | 05:07 |
| Uruguay          | 06     | 03    | 2         | 1        | 07:04 |
| Ägypten          | 05     | 05    | 0         | 0        | 22:01 |
| Schweiz          | 05     | 04    | 1         | 0        | 13:03 |
| Irak             | 05     | 01    | 3         | 1        | 08:04 |
| Luxemburg        | 05     | 05    | 0         | 0        | 18:02 |
| Türkei           | 05     | 01    | 1         | 3        | 05:10 |
| Malta            | 05     | 05    | 0         | 0        | 21:02 |
| Schweden         | 05     | 03    | 1         | 1        | 08:04 |

| positive Bilanz      |
| ausgeglichene Bilanz |
| negative Bilanz      |

## Spielstätten
Die DDR besaß kein Nationalstadion, jedoch wurden mehr als ein Drittel aller Heimspiele im Leipziger Zentralstadion, dem größten Stadion des Landes ausgetragen. Daneben wurden Heimspiele häufig in Berlin, Dresden, Magdeburg sowie Rostock ausgetragen. Bei Spielen, die ein weniger großes Zuschauerinteresse erwarten ließen, kamen auch Stadien in kleineren Städten zum Zuge.
Die 130 Heimspiele der Nationalmannschaft fanden in folgenden Städten und Stadien statt:
| Stadt            | Stadion                                        | Spiele | Zeitraum   |
| ---------------- | ---------------------------------------------- | ------ | ---------- |
| Leipzig          | Zentralstadion                                 | 45     | 1957–1989  |
| Berlin           | Walter-Ulbricht-Stadion/Stadion der Weltjugend | 13     | 1954–1988  |
| Berlin           | Friedrich-Ludwig-Jahn-Sportpark                | 10     | 1971–1990  |
| Dresden          | Heinz-Steyer-Stadion                           | 04     | 1953–1969  |
| Dresden          | Rudolf-Harbig-/Dynamo-Stadion                  | 06     | 1970–1989  |
| Karl-Marx-Stadt  | Ernst-Thälmann-Stadion                         | 09     | 1956–1990  |
| Rostock          | Ostseestadion                                  | 08     | 1954–1980  |
| Magdeburg        | Ernst-Grube-Stadion                            | 08     | 1963–1989  |
| Erfurt           | Georgi-Dimitroff-Stadion                       | 05     | 1961–1989  |
| Gera             | Stadion der Freundschaft                       | 05     | 1966–1987  |
| Halle (Saale)    | Kurt-Wabbel-Stadion                            | 05     | 1975–1988  |
| Jena             | Ernst-Abbe-Sportfeld                           | 02     | 1970, 1981 |
| Frankfurt (Oder) | Stadion der Freundschaft                       | 02     | 1974, 1985 |
| Cottbus          | Stadion der Freundschaft                       | 02     | 1976, 1988 |
| Potsdam          | Karl-Liebknecht-Stadion                        | 02     | 1977, 1985 |
| Senftenberg      | Stadion der Bergarbeiter                       | 01     | 1981       |
| Zwickau          | Georgi-Dimitroff-Stadion                       | 01     | 1984       |
| Aue              | Otto-Grotewohl-Stadion                         | 01     | 1984       |
| Brandenburg      | Stahl-Stadion                                  | 01     | 1987       |